# Hanna Magdalena Michalak
Hanna Magdalena Michalak (ur. 23 marca 1959 w Warszawie) – polska profesor doktor habilitowana sztuk muzycznych, prorektor Akademii Muzycznej im. Feliksa Nowowiejskiego w Bydgoszczy.

## Życiorys

### Wykształcenie i działalność artystyczna
Hanna Michalak ukończyła studia na Wydziale Wokalno-Aktorskim Akademii Muzycznej w Bydgoszczy w klasie Alicji Marczak-Faber. Działalność artystyczną rozpoczęła jeszcze podczas studiów, współpracując z Capelli Bydgostiensis. Była jej stałą członkinią w latach 1988–1991. Współpracowała również z orkiestrami symfonicznymi Filharmonii Pomorskiej, Olsztyńskiej i Lubelskiej, Toruńską Orkiestrą Kameralną. W repertuarze ma wiele partii solowych w dziełach oratoryjno-kantatowych, m.in. J.S. Bacha, D. Buxtehudego, A. Caldary, M.A. Charpentiera, J. Haydna, W.A. Mozarta, G.B. Pergolesiego, H. Purcella, A. Vivaldiego.
Od 1992 związana z Collegium Vocale Bydgoszcz. Z zespołem tym nagrała materiał na trzy płyty. Missa paschalis, z muzyką Marcina Leopolity i Wacława z Szamotuł, otrzymała nagrodę Fryderyki 2001 w kategorii Album Roku – Muzyka Dawna. Z kolei płyta Jezusa Judasz przedał z polskimi pieśniami pasyjnymi otrzymała nominację Fryderyki 2004 w kategorii Muzyka Wokalna. Hanna Michalak ma też w dorobku nagrania dla Polskiego Radia i Telewizji.

### Działalność pedagogiczna i społeczna
Od 1984 związana z macierzystą uczelnią, gdzie pracuje na stanowisku profesor nadzwyczajnej. W 2004 uzyskała habilitację w zakresie wokalistyki na Akademii Muzycznej we Wrocławiu. W 2013 otrzymała tytuł naukowy profesora sztuk muzycznych. W latach 2005–2012 była prodziekan Wydziału Wokalno-Aktorskiego. Od 2012 pełni funkcję prorektorki do spraw artystycznych.
Zasiada w jury krajowych konkursów wokalnych. Prowadzi kursy wokalne dla uczniów średnich szkół muzycznych. Od 1995 do 2013 była członkinią Zarządu bydgoskiego Towarzystwa Muzycznego im. I. J. Paderewskiego. Była dyrektorką czterech edycji Konkursu Wokalnego im. I. J. Paderewskiego.
Wielokrotnie uhonorowana Nagrodą Marszałka Województwa Kujawsko-Pomorskiego oraz Rektora Akademii Muzycznej w Bydgoszczy. W 2012 otrzymała odznakę honorową Zasłużony dla Kultury Polskiej.